# 8 de agosto nos Jogos Olímpicos de Verão de 2008
No dia 8 de agosto ocorreu a Cerimônia de Abertura dos Jogos Olímpicos de Verão de 2008. Além deste evento, as únicas atividades realizadas nos locais de competição foram a inspeção dos cavalos da prova de adestramento do hipismo e o treinamento para as provas de carabina de ar 10 m feminino e pistola de ar 10 m masculino do tiro.

## Destaque do dia
|                       |  |  |
|                       |  |  |
|                       |  |  |
| Cerimônia de Abertura |  |  |

## Informações sobre as delegações dos Países Lusófonos
| Ordem | País                    | Nome em chinês   | Pinyin                    | Porta-bandeira              | Esporte   | Atletas |
| ----- | ----------------------- | ---------------- | ------------------------- | --------------------------- | --------- | ------- |
| 3     | GBS Guiné-Bissau        | 几内亚比绍       | Jīnèiyà Bǐshào            | Augusto Midana              | Lutas     | 3       |
| 38    | BRA Brasil              | 巴西             | Bāxī                      | Robert Scheidt              | Vela      | 277     |
| 48    | TLS Timor-Leste         | 东帝汶           | Dōngdìwèn                 | Mariana Dias Ximenes        | Atletismo | 2       |
| 67    | STP São Tomé e Príncipe | 圣多美和普林西比 | Shèng Duōměi hé Pǔlínxībǐ | Celma da Gara Soares Bonfim | Atletismo | 2       |
| 88    | ANG Angola              | 安哥拉           | Āngēlā                    | Joao N'tyamba               | Atletismo | 32      |
| 101   | CPV Cabo Verde          | 佛得角           | Fódéjiǎo                  | Wânia Monteiro              | Ginástica | 3       |
| 149   | MOZ Moçambique          | 莫桑比克         | Mòsāngbǐkè                | Kurt Leonel da Rocha Couto  | Atletismo | 5       |
| 175   | POR Portugal            | 葡萄牙           | Pútáoyá                   | Nelson Évora                | Atletismo | 82      |